# Xenoblade Chronicles 2
Xenoblade Chronicles 2 is een actierollenspel ontwikkeld door Monolith Soft en uitgegeven door Nintendo voor de Nintendo Switch. Het spel kwam wereldwijd uit op 1 december 2017 en is onderdeel van de Xeno-serie.
In de eerste maand na het uitkomen is het spel meer dan een miljoen keer verkocht.

## Spel
Net zoals eerdere spellen in de serie is Xenoblade Chronicles 2 een actierollenspel waarin de speler een hoofdpersonage bestuurt uit een groep van drie. Het is een openwereldspel waarin de speler vrij rond kan lopen.
De grootste verandering in de gameplay zijn Blades. Dit zijn levende wezens die wapens kunnen produceren die door de speler gebruikt kan worden, ook wel Drivers genoemd. Naarmate de speler vordert in het spel kunnen kernkristallen worden geplaatst op een Driver om zo Blades op te roepen.

## Ontvangst
Xenoblade Chronicles 2 kreeg op aggregatiewebsite Metacritic een score van 83/100.
Het spel werd positief ontvangen, waarbij sommige critici die de onthulling ervan "onverwacht" noemden. Jeremy Parish van USGamer vergeleek het met Chrono Cross op een positieve manier. Kritiek kwam van Jason Schreier van Kotaku, hij vond het spel "saai, langdradig en uitermate ingewikkeld." Ondanks zijn kritiek prees hij de muziek en spelomgeving.

## Uitbreidingspakket
Xenoblade Chronicles 2: Torna – The Golden Country is een uitbreidingspakket voor Xenoblade Chronicles 2 dat op 14 september 2018 is uitgebracht voor de Nintendo Switch. Het is beschikbaar gekomen zowel als downloadbare inhoud en losstaande speltitel.
Torna introduceert een nieuw gevechtssysteem dat het eenvoudiger maakt voor beginnende spelers om in het spel te geraken. Zo is het mogelijk om met een enkele knop te wisselen van personage en worden de gevonden voorwerpen in de spelwereld nu gesorteerd per categorie.
Het uitbreidingspakket bevat ook een nieuw verhaal dat zich 500 jaar voor de gebeurtenissen van Xenoblade Chronicles 2 afspeelt.
Torna werd positief ontvangen in recensies. Men prees de uitbreiding van de verhaallijn, de personages en het verbeterde gevechtssysteem. Op verzamelwebsite Metacritic heeft Torna een score van 80%.